# Birgit Nilsson

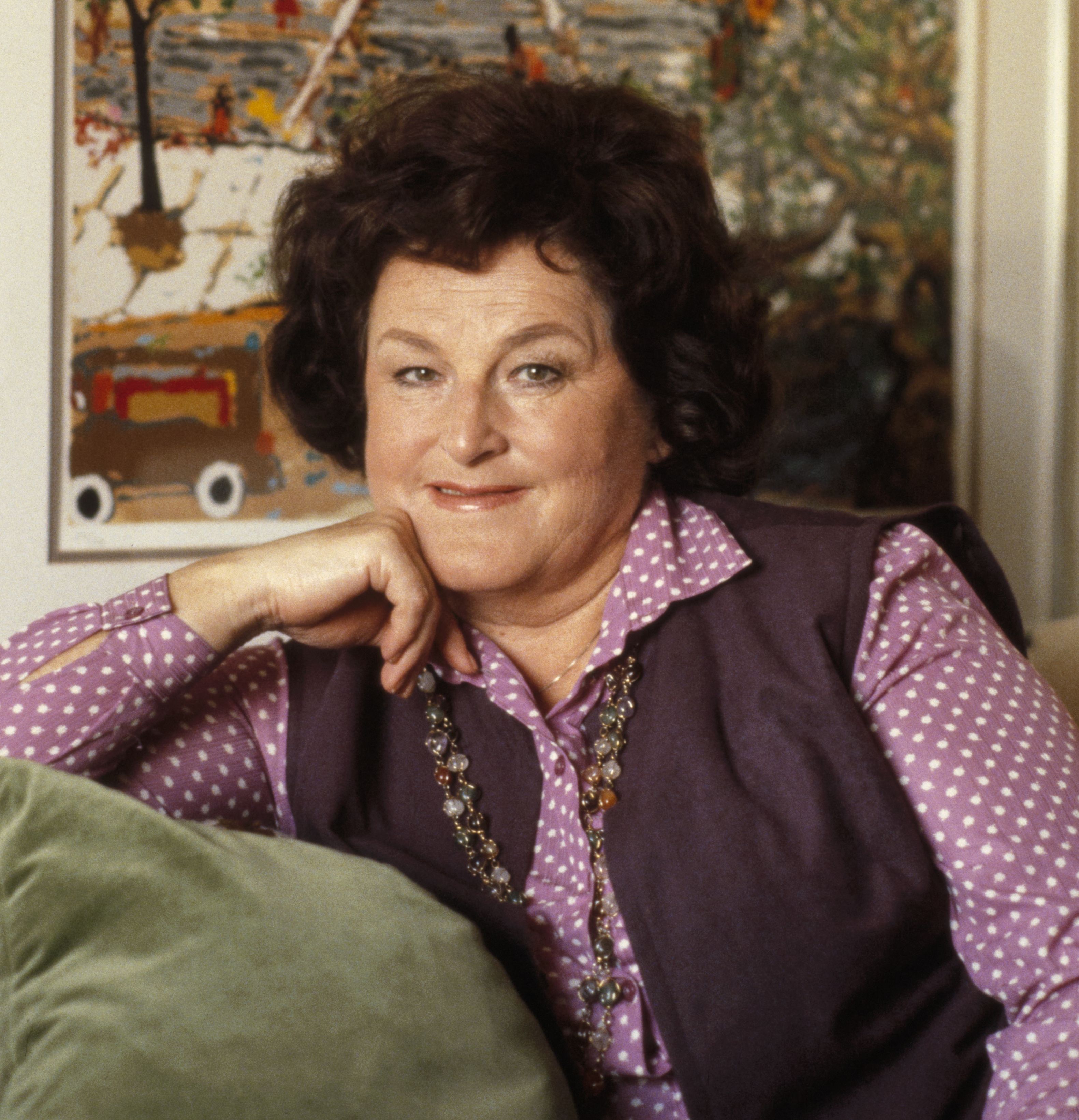
Birgit Nilsson (1981)

Märta Birgit Nilsson (* 17. Mai 1918 in Västra Karup, Gemeinde Båstad; † 25. Dezember 2005 in Bjärlöv, Gemeinde Kristianstad) war eine schwedische Opernsängerin. Mit ihrer hochdramatischen Sopranstimme gehörte sie ab Ende der 1950er Jahre bis zu ihrem Bühnenabschied Mitte der 1980er Jahre unangefochten zu den führenden Interpretinnen der Opern von Richard Wagner und Richard Strauss.

## Leben
Birgit Nilsson wurde als Tochter des Landwirtes Nils Svensson und seiner Frau Justina Pälson in dem kleinen schwedischen Ort Västra Karup geboren. Sie besuchte zunächst eine Landwirtschaftsschule. Anschließend absolvierte sie musikalische Ausbildungen, von 1941 bis 1944 an der Königlichen Musik-Akademie in Stockholm und von 1944 bis 1946 an der dortigen Opernschule. Gesangsunterricht erhielt sie bei C. Blennon. Ihr Debüt gab Nilsson 1946 in Stockholm als Agathe in Webers Freischütz. Aufmerksamkeit erregte sie 1947 als Lady Macbeth in einer Aufführung von Giuseppe Verdis Macbeth an der Königlich Schwedischen Nationaloper (Kungliga Operan) in Stockholm unter der Leitung von Fritz Busch (1890–1951). Er hatte ihr großes Talent sehr schnell erkannt und engagierte sie umgehend. Nach Tourneen durch Deutschland und Italien wurde sie Ensemblemitglied an der Königlich Schwedischen Nationaloper. Busch verschaffte ihr auch ein Engagement am Opernfestival Glyndebourne 1951 als Elektra in Mozarts Idomeneo. 1953 sang sie in Bayreuth unter Paul Hindemith die Solopartie in Beethovens 9. Symphonie. 1954 wurde sie zur schwedischen Hofsängerin ernannt. Im gleichen Jahr trat sie erstmals an der Wiener Staatsoper auf und gab ihr Bühnendebüt bei den Bayreuther Festspielen, jeweils als Elsa in Wagners  Lohengrin. Sie pflegte hier eine intensive Zusammenarbeit mit Wolfgang Wagner und Karl Böhm.

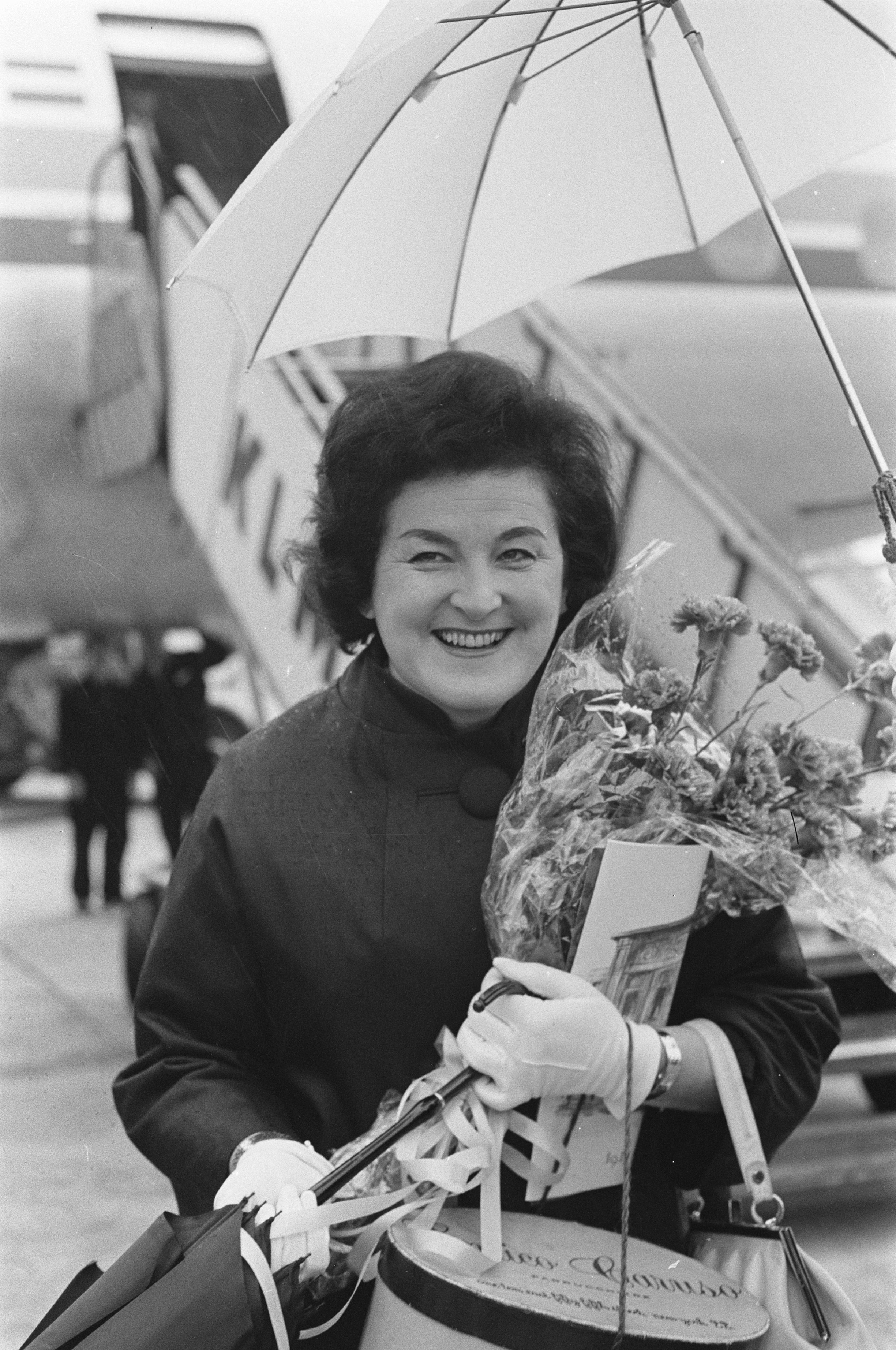
Nilsson in den Niederlanden (1963)

In Nordamerika eroberte sie 1959 die Metropolitan Opera in New York als Isolde in Wagners Tristan und Isolde. Nilsson war auf vielen großen Bühnen zu sehen, darunter München, Wien, Berlin, Tokio, Paris, Mailand, Buenos Aires, Chicago, San Francisco und Hamburg. Bei den Bayreuther Festspielen trat sie bis 1970 auf und war namentlich als Brünnhilde im Ring des Nibelungen und als Isolde sehr erfolgreich. Zusammen mit Wolfgang Windgassen, unter der Leitung Karl Böhms, gelten ihre Auftritte in Bayreuth heute noch als Mythos und unumstößliche Sternstunden der Festspiele. Triumphale Debüts hatte sie 1956 in Hollywood, Chicago und San Francisco. Eine Sensation waren ihre Darstellung der Turandot 1969 in der Arena di Verona und ihre Isolde neben Jon Vickers’ Tristan im antiken Amphitheater von Orange in Südfrankreich 1973. Im gleichen Jahr gab sie drei Konzerte zur Eröffnung der Oper in Sydney. 1984 gab sie ihren Rückzug von der Bühne bekannt. Danach gab sie ihre Erfahrungen als Gesangspädagogin weiter.
Birgit Nilsson wurde 1968 Ehrenmitglied der Wiener Philharmoniker. Zu ihren zahlreichen Platteneinspielungen gehören u. a. richtungsweisend die Isolde, die Brünnhilde im Ring des Nibelungen von Richard Wagner und die Titelpartien der Elektra und der Salome sowie die Färbersfrau in Richard Strauss’ Die Frau ohne Schatten.
Nilsson heiratete 1948 den Tierarzt Bertil Niklasson. Das Paar hatte keine Kinder. Die Sopranistin war für ihren Humor bekannt. Als 80-Jährige berichtete sie davon, dass ein Großteil ihrer Fanpost an den Sex-Star Brigitte Nielsen gerichtet sei, und meinte, dass sie und ihre um 45 Jahre jüngere Beinahe-Namensvetterin durchaus „ein üppiger Brustkasten“ vereine. Als Herbert von Karajan ihr einmal ein mehrseitiges Telegramm mit einer detaillierten Beschreibung von Projekten, Terminen und Opern sandte, telegraphierte sie zurück: „BUSY. Birgit.“

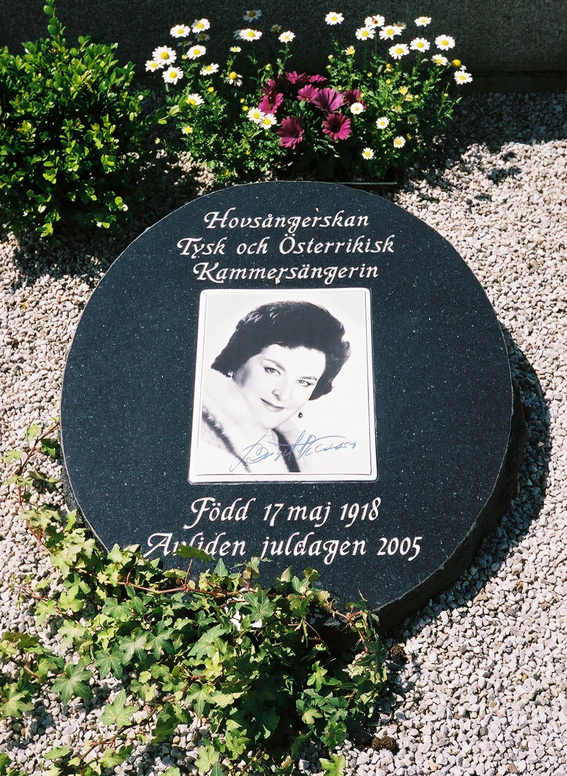
Nilssons Grab in Västra Karup

In den letzten Jahren ihres Lebens litt sie an schweren Herz- und Nierenerkrankungen. Laut den schwedischen Tageszeitungen Expressen und Svenska Dagbladet starb sie am 25. Dezember 2005 in ihrem Haus im südschwedischen Bjärlöv; ihr Tod wurde jedoch erst am 11. Januar 2006 nach dem Begräbnis auf dem Dorffriedhof ihres Geburtsortes Västra Karup publik gemacht. Die Diva wurde dort neben ihren Eltern, dem Vater Nils Svensson und der Mutter Justina Pälson, bestattet. Die genauen Todesumstände wurden nicht bekannt.
Birgit Nilssons Familie hat das Archiv der Hofsängerin der Königlichen Bibliothek zu Stockholm, Schwedens Nationalbibliothek, als Schenkung vermacht. Das seit dem 16. Mai 2008 für Forscher zugängliche Archiv beinhaltet ihre offizielle Korrespondenz, Manuskripte, Tagebuchaufzeichnungen, Photographien, Noten und Zeitungsausschnitte.

## Auszeichnungen
- Ihre erste Grammy-Verleihungen erfolgten 1960 für die Turandot mit Erich Leinsdorf.
- 1960 schwedische Verdienstmedaille Litteris et Artibus
- Gemeinsam mit Georg Solti wird sie 1966 mit der Auszeichnung „Best opera Recording“ geehrt.
- Sie wurde am 23. Mai 1973 von Königin Margrethe II. von Dänemark mit der dänischen Verdienstmedaille Ingenio et arti ausgezeichnet.[4]
- 1996 erschien in Schweden ihre Autobiografie, die in Deutschland unter dem Titel Mein Leben für die Oper publiziert wurde. Für ihr humorvolles Buch erhielt sie in ihrem Heimatland den Humorpreis '97.
- Für ihre ausdrucksstarken Wagner-Interpretationen erhielt sie im Jahr 2002 den Anton Seidl Award der Wagner Society of New York.
- 1968 Ehrenmitglied der Wiener Staatsoper
- 1970 Bayerische Kammersängerin
- Österreichische Kammersängerin

## Birgit-Nilsson-Preis
Einige Jahre vor ihrem Tod gründete Birgit Nilsson die Birgit Nilsson Foundation. Deren einziger Zweck ist, mit dem Birgit-Nilsson-Preis den weltweit höchstdotierten Musikpreis zu verleihen. Der erste Preisträger, Plácido Domingo, wurde von Nilsson noch selbst ausgewählt.

## Birgit-Nilsson-Museum

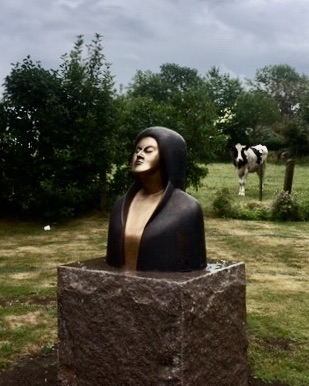
Büste vor dem Birgit-Nilsson-Museum

In Nilssons Geburtsort Västra Karup befindet sich das Birgit-Nilsson-Museum, das dem Andenken der Sopranistin gewidmet ist.

## Tondokumente (Auswahl)
- Richard Wagner: Der Ring des Nibelungen, mit Birgit Nilsson, Wolfgang Windgassen, Christa Ludwig, Kirsten Flagstad, Hans Hotter, James King, Gottlob Frick, Dirigent: Georg Solti, Wiener Philharmoniker, DECCA 1958–1965
- Richard Wagner: Tristan und Isolde, mit Birgit Nilsson, Wolfgang Windgassen, Christa Ludwig, Eberhard Waechter, Bayreuther Festspiele 1966, Dirigent: Karl Böhm, DG 1966
- Giacomo Puccini: Turandot, mit Birgit Nilsson, Franco Corelli, Renata Scotto, Dirigent: Francesco Molinari-Pradelli, EMI 1966
- Richard Strauss: Salome, mit Birgit Nilsson, Gerhard Stolze, Grace Hoffmann, Eberhard Waechter, Waldemar Kmentt, Dirigent: Georg Solti, Wiener Philharmoniker, Aufnahme von 1961
- Richard Strauss: Elektra, mit Birgit Nilsson, Leonie Rysanek, Mignon Dunn, Donald McIntyre, Robert Nagy, Dirigent: James Levine, Metropolitan Opera New York, 16. Februar 1980, Deutsche Grammophon, DVD, live
- Richard Strauss: Elektra, mit Birgit Nilsson, Leonie Rysanek, Regina Resnik, Eberhard Waechter, Wolfgang Windgassen, Dirigent: Karl Böhm, Wiener Staatsoper 1965, Orfeo 2016
- Richard Strauss: Die Frau ohne Schatten, mit James King (Kaiser), Leonie Rysanek (Kaiserin), Walter Berry (Barak), Birgit Nilsson (Färberin), Ruth Hesse (Amme), Orchester der Wiener Staatsoper, Karl Böhm, DG 1977, live, gekürzt

## Schriften
- Mein Leben für die Oper. Aus dem Schwedischen von Susanne Dahmann. 3. Auflage. Fischer-Taschenbuch-Verlag, Frankfurt am Main 2006, ISBN 3-596-14430-2.